# Александър Праматарски
Александър Манолов Праматарски е български политик, председател на Демократическата партия от 27 февруари 2000, народен представител. Той е министър без портфейл след промяната в състава на правителството на Иван Костов (1999–2001).
Завършил е право в Софийския университет „Св. Климент Охридски“.